# Alexander Dale Oen
Alexander Dale Oen, né le 21 mai 1985 à Øygarden et mort le 30 avril 2012 à Flagstaff à l'âge de 26 ans d'une crise cardiaque, est un nageur norvégien spécialiste de la brasse. Champion d'Europe 2008 en grand bassin sur 100 m brasse, il remporte quelques mois plus tard la médaille d'argent du 100 m brasse aux Jeux olympiques d'été de 2008. En 2011, il est champion du monde de l'épreuve à Shanghai.

## Carrière
Sélectionné pour participer aux Jeux olympiques de 2004 à Athènes, il ne parvient pas à s'extirper des séries éliminatoires.
Alexander Dale Oen se révèle en 2005 en se qualifiant pour sa première finale mondiale en grand bassin à Montréal (septième sur le 100 m brasse). Lors de l'Euro en petit bassin 2005, il descend pour la première fois sous la minute en bassin de 25 m sur son épreuve de prédilection, le 100 m. Terminant au pied du podium, il s'empare néanmoins du record national.
En avril 2006, il obtient sa première récompense mondiale en obtenant la médaille de bronze sur 100 m brasse lors des Mondiaux en petit bassin. Quelques mois plus tard, il remporte sa première médaille européenne en décrochant l'argent sur le 100 m brasse lors des championnats d'Europe disputés à Budapest. De nouveau finaliste mondial en grand bassin en 2007 à Melbourne, il améliore son record personnel sur 100 m (1 min 0 s 34).
Le 19 mars 2008, le nageur norvégien remporte sa première couronne européenne à l'occasion des championnats d'Europe en grand bassin organisés à Eindhoven (Pays-Bas). Meilleur temps des séries du 100 m brasse en battant le record des championnats, Dale Oen se qualifie pour la finale crédité du meilleur temps des demi-finales. Lors de la finale, le Norvégien lutte avec le Français Hugues Duboscq jusque dans les derniers mètres mais parvient finalement à devancer ce dernier de deux centièmes après les deux longueurs de bassin. Plus encore, en 59 s 76, le brasseur devient le quatrième homme de l'histoire à descendre sous la minute sur 100 m et s'empare du record d'Europe jusque-là détenu par le Russe Roman Sludnov. Ce premier titre majeur en carrière constitue également le premier titre pour un nageur norvégien masculin dans un championnat international en grand bassin.
Dale Oen est victime d’un arrêt cardiaque le 30 avril 2012 dans sa douche, lors d'une session d'entraînement en altitude en vue des Jeux olympiques de Londres de l'équipe de Norvège à Flagstaff, aux États-Unis.

## Palmarès

### Jeux olympiques d'été
- Jeux olympiques de 2008 à Pékin (Chine) :
  -  Médaille d'argent sur 100 m brasse.

### Championnats du monde
- Championnats du monde de natation 2011 à Shanghai (Chine) :
  -  Médaille d'or sur 100 m brasse.

- Championnats du monde en petit bassin 2006 à Shanghai (Chine) :
  -  Médaille de bronze sur 100 m brasse.

### Championnats d'Europe
- Championnats d'Europe 2006 à Budapest (Hongrie) :
  -  Médaille d'argent sur 100 m brasse.

- Championnats d'Europe en petit bassin 2006 à Helsinki (Finlande) :
  -  Médaille de bronze sur 100 m brasse.

- Championnats d'Europe 2008 à Eindhoven (Pays-Bas) :
  -  Médaille d'or sur 100 m brasse.
  -  Médaille d'argent sur 50 m brasse.
  -  Médaille d'argent sur 200 m brasse.

- Championnats d'Europe 2010 à Budapest (Hongrie) :
  -  Médaille d'or sur 100 m brasse.
  -  Médaille d'argent sur 200 m brasse.

- Championnats d'Europe en petit bassin 2011 à Szczecin (Pologne) :
  -  Médaille d'or sur 100 m brasse.
  -  Médaille de bronze sur 50 m brasse.

## Records

### Records personnels
Ces tableaux détaillent les records personnels d'Alexander Dale Oen en grand et petit bassin.
| Épreuve      | Temps        | Compétition                | Lieu              | Date       |
| 50 m brasse  | 27 s 33      | Championnats du monde 2011 | Shanghai, Chine   | 26/07/2011 |
| 100 m brasse | 58 s 71      | Championnats du monde 2011 | Shanghai, Chine   | 25/07/2011 |
| 200 m brasse | 2 min 9 s 68 | Championnats d'Europe 2010 | Budapest, Hongrie | 12/08/2010 |

| Épreuve      | Temps        | Compétition                                | Lieu              | Date       |
| 50 m brasse  | 26 s 49      | Championnats d'Europe en petit bassin 2011 | Szczecin, Pologne | 10/12/2011 |
| 100 m brasse | 57 s 05      | Championnats d'Europe en petit bassin 2011 | Szczecin, Pologne | 09/12/2011 |
| 200 m brasse | 2 min 6 s 15 | Championnats d'Europe en petit bassin 2011 | Szczecin, Pologne | 11/12/2011 |